# Spencer Susser
Spencer Susser (1977) è un regista, sceneggiatore, montatore e produttore cinematografico statunitense.

## Filmografia parziale

### Cinema
- Hesher è stato qui (Hesher, 2010) – Regia, sceneggiatura, montaggio
- The Greatest Showman (2017) – Montaggio

### Cortometraggi
- Save Ralph (2021) – Regia, sceneggiatura, produzione, montaggio

### Video musicali
- The Offspring - Want You Bad (2000) – Regia
- Lana Del Rey - Summertime Sadness (2012) – Regia, montaggio